# ویتهال (میشیگان)
ویتهال، میشیگان (به انگلیسی: Whitehall, Michigan) یک شهر در ایالات متحده آمریکا با جمعیت ۲٬۷۰۶ نفر است که در میشیگان واقع شده‌است.

## موقعیت جغرافیایی
موقعیت جغرافیایی شهرها و مناطق اطراف به شرح زیر است:

## شهردار افتخاری
اوایل سال ۲۰۲۰ طی مراسمی، یک نوزاد شیرخوار به نام ویلیام چارلی مکمیلان به عنوان شهردار این شهر برگزیده شد. او همراه با پدر و مادر خوانده‌اش در مراسم تحلیف شرکت کرد و به عنوان کوچک‌ترین شهردار جهان به این سمت انتخاب شد.